# Râușor (okręg Braszów)
Râușor – wieś w Rumunii, w okręgu Braszów, w gminie Mândra. W 2011 roku liczyła 496 mieszkańców.